# Sappinia
Sappinia – rodzaj ameb należących do supergrupy Amoebozoa w klasyfikacji Cavaliera-Smitha.
Należą tutaj następujące gatunki:
- Sappinia diploidea (Hartmann et Naegler, 1908) Alexeieff, 1912[2]